# 塞耶 (伊利諾伊州)
塞耶（英語：Thayer）是位於美國伊利諾伊州桑加蒙縣的一個村落。

## 地理
塞耶的座標為39°32′21″N 89°45′40″W / 39.53917°N 89.76111°W，而該地最高點為海拔高度197米（即646英尺）。

## 人口
根據2010年美國人口普查的數據，塞耶的面積為1.57平方千米，當中陸地面積為1.57平方千米，而水域面積為0.00平方千米。當地共有人口693人，而人口密度為每平方千米441人。